# Лиевче-Поле

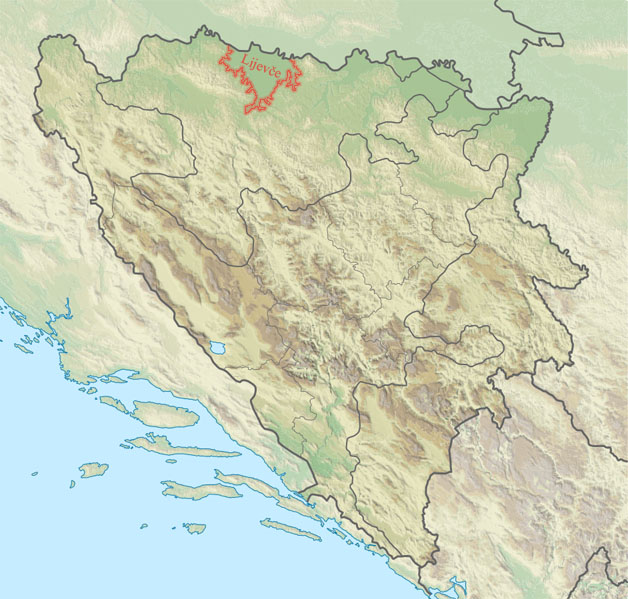
Лиевче-Поле на карте Боснии и Герцеговины

Лиевче-Поле (серб. Лијевче поље, босн. и хорв. Lijevče polje) — небольшой географический регион на севере Боснии и Герцеговины. Лиевче-Поле является равниной, расположенной между реками Сава и Врбас и горой Козара. Она включает в себя населенные пункты, входящие в состав ощин Градишка, Србаца и Лакташи, в регионе Баня-Лука Республики Сербской. Это часть более широкой исторической области Боснийская Краина.

## География
Макро-гора реки Врбас в устье реки Сава называется Лиевче-Поле, и это название относится к равнине, которая простирается от левого берега Врбаса вниз по течению от Клашницы и имеет длину около 34 километров. К северу воронка впадины расширяется и почти доходит до Градишки, так что река Сава является её северной границей. Он находится примерно в начале Врбаса, между Савой на севере, Просарой на Западе, Мотаицей на востоке и Козарой на юго-западе. Западная граница равнины определяется контурными линиями высотой 120 метров над уровнем моря в сторону Подкозарья. Общая площадь месторождения составляет около 500 километров. Границы дают равнине грубо треугольный контур.
Пересекая мягкие аллювиальные почвы, река Врбас и её притоки изменили свое русло, создавая многочисленные извилины, заводи и прорывая новые русла. В 1943 году Врбас открыл новое устье реки Сава, примерно в 350 метрах вверх по течению от предыдущего. Часть реки Сава имеет аллювиально-полосчатый характер и частично подвержена ежегодным затоплениям Савы.
Большие пруды Брадач и Йовач до сих пор видны на спутниковых снимках. Матура представляет собой старое русло реки Врба, которая течёт на восток. Самое раннее упоминание об этом русле относится к 1443 году, когда он был записан в уставе как «aqua piscatura Mlaterma vocata».
Это сельскохозяйственный регион с высокоплодородными почвами.

## Имя
Название долины происходит от позднесредневекового города Левач, который располагался на территории современного поселения Ламинци Среджяни. Распространение названия города на равнине вдоль нижнего течения реки Врба также способствовало созданию нахии Лефче (серб. Лефче, босн. и хорв. Lefče, тур. nahiye Lefçe) в начале османского владычества. Здесь, как и во многих других случаях, османы приняли уже существующее название. Левачское поле появляется в письменных источниках ещё до основания Османской империи (1540). Первое сохранившееся упоминание этого имени, как «поля Врбаса», содержится в письме Славонского магната Людовика Пекри, датированном маем 1537 года. Пекри доложил эрцгерцогу Австрии Фердинанду II о том, что османы оставили своих лошадей пастись на «поле Врбаса». В апреле 1538 года хорватско-cлавонский бан Петар Кеглевич использовал это название в венгерской форме, транскрибированной на латынь — Lewachmezed (венг. Lewachmező) — долина Левачского поля (серб. долина Левач поље).
В июне того же года появилась ещё одна запись о том, что османы оставили своих лошадей в «campo Lewach». В конце 1538 года бан Тома Надажди предложил одному из банов с конницей «campum Levacz invader et omnia Illic Flamma et ferro miscere», в то время как другая часть армии должна была одновременно атаковать с кораблями и пехотой и снова освободить Босанскую Градишку от османов.

## Населенные пункты
Этот регион охватывает Градишку на северо-западе, Србац на северо-востоке и Лакташи в южной точке равнины. Регион включает в себя следующие населенные пункты:
- Бардача
- Нова-Топола
- Маховляни
- Трошели
- Кукулье
- Кочичево
- Ламинци Среджяни
- Лакташи
- Машичи
- Дони Карайзовци
- Горни Карайзовци
- Разбой Лиевачки
- Роголи
- Ровине

## История
Во время Второй Мировой Войны в этом регионе 4—5 апреля 1945 года произошло сражение между хорватскими войсками усташей и черногорскими четниками Павле Джуришича.

## Достопримечательности
Собор Преображения Господня — сербская православная церковь в населённом пункте Разбой Лиевачки, построенная во второй половине XX века.

## Спорт
В этом регионе расположен футбольный клуб ФК Лиевче[значимость факта?].